# Educación química

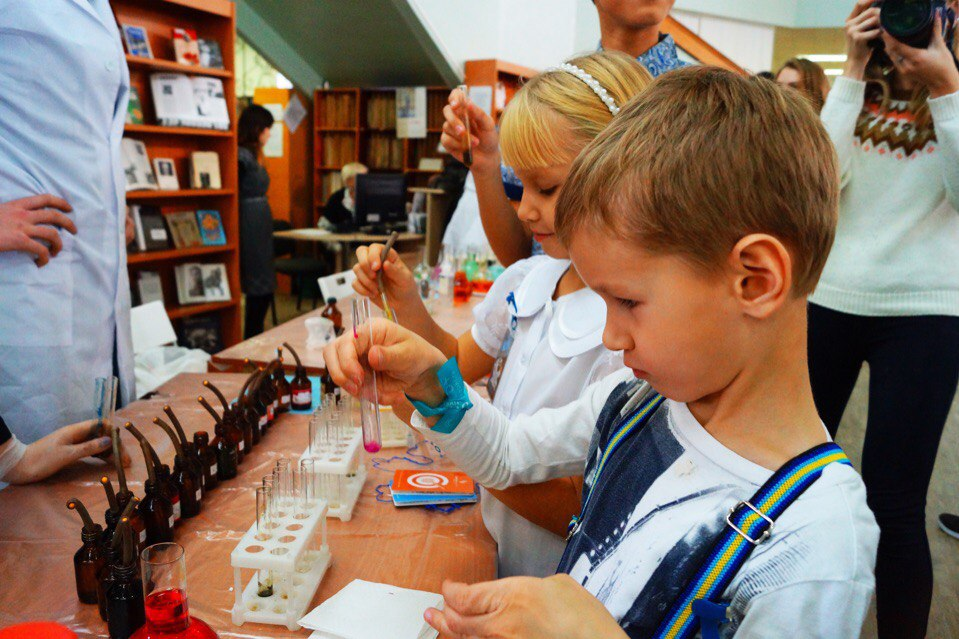
Los niños mezclan productos químicos en tubos de ensayo como parte de un programa práctico de educación en química en Samara, Rusia.

La educación química es el estudio de la enseñanza y el aprendizaje de la química en todas las escuelas, colegios y universidades. Los temas de educación en química podrían incluir comprender cómo aprenden los estudiantes la química, cómo enseñar mejor la química y cómo mejorar los resultados del aprendizaje mediante el cambio de los métodos de enseñanza y la capacitación adecuada de los instructores de química, en muchos modos, incluidas clases teóricas, demostraciones y actividades de laboratorio. Hay una necesidad constante de actualizar las habilidades de los maestros que participan en la enseñanza de la química, por lo que la educación en química responde a esta necesidad. 

## Teorías de la educación
Hay al menos cuatro perspectivas filosóficas diferentes que describen cómo se lleva a cabo el trabajo en educación química. Lo primero es lo que podríamos llamar la perspectiva de un profesional, en donde los individuos que son responsables de enseñar química (maestros, instructores, profesores) son quienes en última instancia definen la educación química por sus acciones. 
Una segunda perspectiva es definida por un grupo autoidentificado de educadores químicos , profesores e instructores que, a diferencia de declarar su interés principal en un área típica de investigación de laboratorio (orgánica, inorgánica, bioquímica, etc.), tienen interés al contribuir con sugerencias, ensayos, observaciones y otros informes descriptivos de la práctica en el dominio público, a través de publicaciones de revistas, libros y presentaciones. El Dr. Robert L. Lichter, entonces Director Ejecutivo de la Fundación Camille y Henry Dreyfus, hablando en una sesión plenaria en la 16.ª Conferencia Bienal sobre Educación Química (reuniones recientes del BCCE:  ,  ), planteó la pregunta “ ¿Por qué términos como 'educador químico' existen incluso en la educación superior, cuando hay un término perfectamente respetable para esta actividad, a saber, 'profesor de química'?  Una crítica de este punto de vista es que pocos profesores aportan alguna preparación formal o antecedentes sobre la educación a sus trabajos, por lo que carecen de una perspectiva profesional sobre la empresa de enseñanza y aprendizaje, particularmente los descubrimientos realizados sobre la enseñanza efectiva y cómo aprenden los estudiantes. 
Una tercera perspectiva es la investigación en educación química (CER). Siguiendo el ejemplo de la investigación en educación física (PER), el CER tiende a tomar las teorías y los métodos desarrollados en la investigación en educación científica preuniversitaria, que generalmente se lleva a cabo en las Escuelas de Educación, y los aplica para comprender problemas comparables en entornos postsecundarios (además de los ajustes preuniversitarios).  Al igual que los investigadores de educación en ciencias, los profesionales de CER tienden a estudiar las prácticas de enseñanza de otros en lugar de centrarse en sus propias prácticas de clase.  La investigación sobre educación química se realiza típicamente in situ utilizando sujetos humanos de escuelas secundarias y postsecundarias. La investigación en educación química utiliza métodos de recolección de datos cuantitativos y cualitativos. Los métodos cuantitativos generalmente implican la recopilación de datos que luego pueden analizarse utilizando diversos métodos estadísticos.  Los métodos cualitativos incluyen entrevistas, observaciones, registro en diario y otros métodos comunes a la investigación en ciencias sociales.
Finalmente, hay una perspectiva emergente llamada La Beca de la Enseñanza y el Aprendizaje (SoTL). Si bien existe un debate sobre cómo definir mejor la SoTL, una de las prácticas principales es que los profesores principales (orgánicos, inorgánicos, bioquímicos, etc.) desarrollen una visión más informada de sus prácticas, cómo realizar investigaciones y reflexionar sobre sus prácticas. propia enseñanza, y sobre lo que constituye una profunda comprensión en el aprendizaje del alumno.

## Miedo a las clases de química

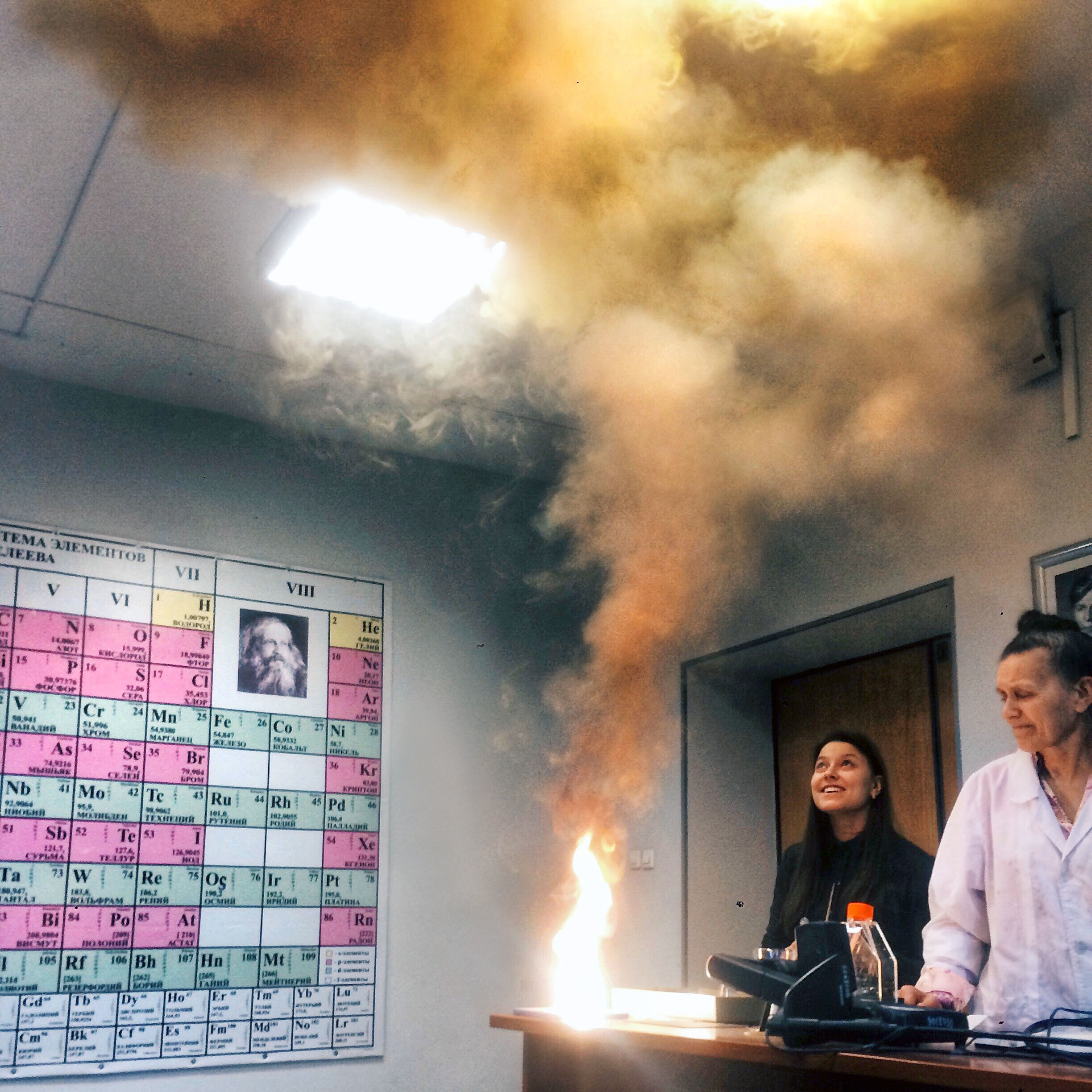
Demostración en una clase de química.

Se requieren cursos de química para muchos estudiantes universitarios, especialmente para estudiantes que estudian ciencias. Algunos estudiantes encuentran estresantes las clases de química y el trabajo de laboratorio. Esta ansiedad ha sido llamada quimiopobia. Los temores comúnmente se centran en el rendimiento académico, la dificultad de aprender ecuaciones químicas y el temor de obtener químicos de laboratorio en las manos. Las mujeres estudiantes estaban más ansiosas que los hombres. La exposición previa a la química del aprendizaje se asoció con una menor ansiedad. Véase también la quimiopobia para la aversión a los compuestos químicos en lugar de la química como un tema en la educación. 

## Publicaciones académicas
Hay muchas revistas donde se pueden encontrar o publicar artículos relacionados con la educación en química. Históricamente, la circulación de muchas de estas revistas se limitó al país de publicación. Algunos se concentran en la química en diferentes niveles educativos (escuelas vs. universidades) mientras que otros cubren todos los niveles educativos. La mayoría de estas revistas contienen una mezcla de artículos que van desde informes sobre prácticas de aula y laboratorio hasta investigación educativa. 
- Australian Journal of Education in Chemistry: publicado por el Royal Australian Chemical Institute y que abarca tanto la educación escolar como la universitaria.
- Chemistry Education Research and Practice (CERP): publicado por la Royal Society of Chemistry (RSC) CERP publica investigaciones relacionadas con todos los aspectos de la educación química.  CERP publica perspectivas teóricas, revisiones de literatura y documentos empíricos, incluidas evaluaciones sistemáticas de prácticas innovadoras.[5]
- Education_in_Chemistry (EiC): publicada por la Royal Society of Chemistry con una cobertura de todas las áreas de la educación química.  EiC es la revista educativa de RSC, mientras que CERP es una revista de investigación revisada por pares.
- Foundations of Chemistry (FOCH): publicado por Springer] con una cobertura de los aspectos filosóficos e históricos de la educación química.
- Journal of Chemical Education : publicado por la División de Educación Química de la American Chemical Society y que abarca tanto la educación escolar como la universitaria.  Fue establecido en 1924.
- The Chemical Educator: cobertura de todas las áreas de la educación química.
- Chemical Education Journal : cobertura de todas las áreas de la educación química, ( https://web.archive.org/web/20150505100719/http://chem.sci.utsunomiya-u.ac.jp/~cej/ , https: / /web.archive.org/web/20150505103602/http://chem.sci.utsunomiya-u.ac.jp/cejrnlE.html ).
- Listado de revistas científicas en química.
- [[ Educación en la Química, EDENLAQ]] : Revista Argentina de acceso abierto

Mucha investigación en educación química también se publica en revistas en el campo más amplio de la educación científica.